# Фратиани, Линда
Линда Сью Фратиани (англ. Linda Sue Fratianne; 2 августа 1960, Лос-Анджелес, США) — американская фигуристка, серебряный призёр Олимпийских игр 1980 года, двукратная чемпионка мира (1977 и 1979 годов), четырёхкратная чемпионка США 1977—1980 годов в женском одиночном катании.

## Биография
Родилась в семье Вирджинии Фратиани и Роберта Фратиани, который был судьёй Верховного суда Лос-Анджелеса. Позднее родители развелись. В 2002 году отец умер.

### Спортивная карьера
Линда Фратиани тренировалась у одного тренера — Фрэнка Кэрролла. В 16 лет приняла участие в Олимпиаде 1976 года. Её отличало лёгкость и изящество при исполнении трудных тройных прыжков. Она первой из женщин на чемпионате США в 1976 году исполнила два тройных прыжка — тулуп и сальхов (прыжок). Сильная техника, дополнявшаяся элегантностью исполнения, сделала Линду Фратиани сильнейшей американской фигуристкой того периода. На чемпионате мира 1977 года она опередила Аннет Пётч из ГДР за счёт хорошей техники исполнения прыжков и артистизма, несмотря на падение при исполнении тройного сальхова. Их соревнование продолжилось — на чемпионатах 1977, 1978, 1979 и 1980  годов эти спортсменки по очереди становились чемпионками. Фратиани также известна своими спортивными костюмами из шифона, украшенными бисером, пайетками. На Олимпиаде-1980 Линда заняла после исполнения обязательных фигур третье место, в короткой программе была первой  и в произвольном катании второй, что вывело её на второе место после Аннет Пётч (первое место после обязательных фигур, четвёртое в короткой программе и  третье в произвольном катании). В 1981 году была принята новая система подсчёта, которая по-иному учитывала результаты во всех трёх видах и делала маловероятной победу за счёт огромного отрыва в обязательном катании.
| Выступление на Олимпиаде-80 | Выступление на Олимпиаде-80 | Выступление на Олимпиаде-80 | Выступление на Олимпиаде-80 | Выступление на Олимпиаде-80 | Выступление на Олимпиаде-80 | Выступление на Олимпиаде-80 |
|                             | Аннет Пётч                  | Аннет Пётч                  | Аннет Пётч                  | Линда Фратиани              | Линда Фратиани              | Линда Фратиани              |
| --------------------------- | --------------------------- | --------------------------- | --------------------------- | --------------------------- | --------------------------- | --------------------------- |
| Обязательные выступления    | 46,04 очков                 | 9 мест                      | место: 1                    | 42,76 очков                 | 27 мест                     | место: 3                    |
| Короткая программа          | 39,76 очков                 | 37 мест                     | место: 4                    | 41,44 очков                 | 11 мест                     | место: 1                    |
| Произвольная программа      | 103,20 очков                | 24 мест                     | место: 3                    | 104,10 очков                | 17 мест                     | место: 2                    |
| Итоговый результат          | 189,00 очков                | 11 мест                     | 1                           | 188,30 очков                | 16 мест                     | 2                           |

### Жизнь после завершения выступлений
После Олимпиады Линда Фратиани перешла в профессионалы и выступала в течение 10 лет в Ice Follies в шоу Walt Disney’s World on Ice. Она была введена в 1993 году в Зал Славы фигурного катания США. С 1988 по 2001 год была замужем за Ником Марисичем. В 1991 году у них родилась дочь. Ныне живёт и работает тренером в Сан-Валли штат Айдахо.

## Спортивные достижения
| Соревнования/Сезоны        | 1973-74 | 1974-75 | 1975-76 | 1976-77 | 1977-78 | 1978-79 | 1979-80 |
| -------------------------- | ------- | ------- | ------- | ------- | ------- | ------- | ------- |
| Зимние Олимпиады           |         |         | 8       |         |         |         | 2       |
| Чемпионаты мира            |         |         | 5       | 1       | 2       | 1       | 3       |
| Чемпионаты США             |         | 7       | 2       | 1       | 1       | 1       | 1       |
| Skate Canada International |         |         |         |         | 1       |         |         |
| NHK Trophy                 | 2       |         |         |         |         |         |         |
| Richmond Trophy            |         |         | 3       |         |         |         |         |